# Université fédérale de Santa Catarina
Ne doit pas être confondu avec Université de l'État de Santa Catarina.
L'université fédérale de Santa Catarina (Universidade Federal de Santa Catarina ou UFSC) est une  université fédérale brésilienne située principalement à Florianópolis, capitale de l'État de Santa Catarina. 
Elle est reconnue parmi les meilleures universités du Brésil, notamment dans le domaine du génie mécanique, du génie électrique et du journalisme, qui sont des références au niveau national.
En 2004, l'université comptait plus de 30 000 étudiants.

## Historique
La première faculté de l'État, la faculté de Droit, est créée le 12 février 1932, et officialisée par un décret en 1935. La volonté de regrouper les différentes facultés de la capitale de Santa Catarina aboutit à la création de l'"université de Santa Catarina" le 18 décembre 1960. Celle-ci sera effectivement mise en place deux ans plus tard, le 12 mars 1962. Elle regroupait alors les facultés de Droit, Médecine, Pharmacie, Odontologie, Philosophie, Sciences économiques, Sciences sociales et Ingénierie industrielle.
En 1969, une réforme universitaire gouvernementale démantèle les facultés existantes. L'institution prend alors le nom d'« Université fédérale de Santa Catarina » et acquiert son organisation actuelle, divisée en centre et départements.

## Localisation
Les facultés initiales était éparpillées dans plusieurs édifices du centre de Florianópolis. Plus tard, un campus unique a été construit dans le quartier de Trindade, toujours à Florianópolis, à partir de 1961. Les différentes unités administratives et d'enseignement y seront alors progressivement transférée. Le déménagement sera pratiquement terminé au début des années 1980.
De nos jours, la majeure partie des institutions de l'université sont installées sur le campus de Trindade. On trouve cependant quelques unités décentrées à Florianópolis, comme le centre des sciences agraires situé dans le quartier d'Itacorubi, et dans d'autres municipalités de l'État,  comme les collèges agricoles de Araquari et de Camboriú.

## Centres d'enseignements

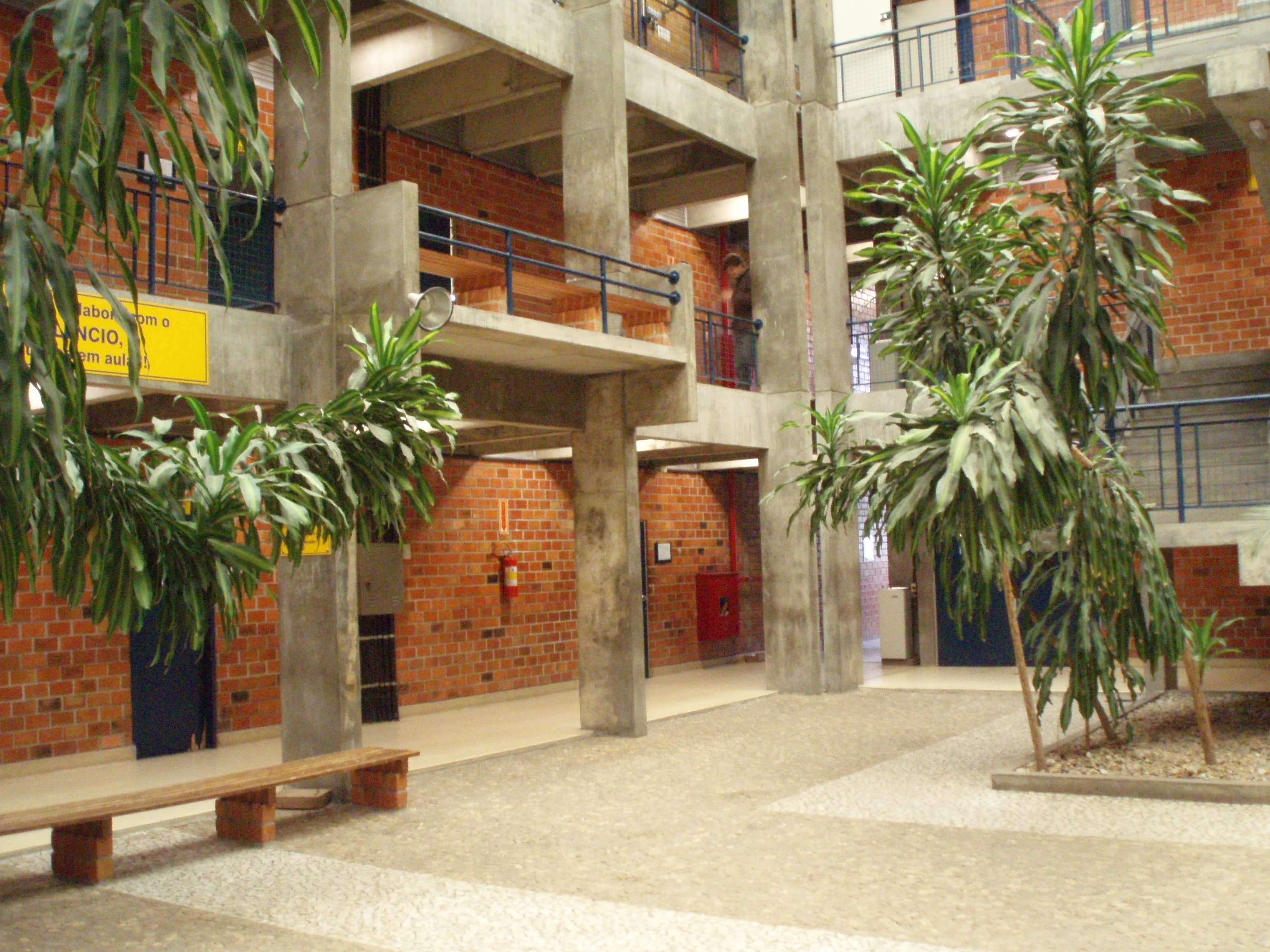
Le centre technologique, les salles de cours.

- Centre des sciences de la santé (Centro de Ciências da Saúde) - CCS
- Centre des sports (Centro de Desportos) - CDS
- Centre des sciences de l'éducation (Centro de Ciências da Educação) - CED
- Centre socio-économique (Centro Sócio-Econômico) - CSE
- Centre technologique (Centro Tecnológico) - CTC
- Centre de communication et d'expression (Centro de Comunicação e Expressão) - CCE
- Centre des sciences judiciaires (Centro de Ciências Jurídicas) - CCJ
- Centre des sciences agraires (Centro de Ciências Agrárias) - CCA
- Centre des sciences de la vie (Centro de Ciências Biológicas) - CCB
- Centre des sciences physiques et mathématiques (Centro de Ciências Físicas e Matemáticas) - CFM
- Centre de philosophie et des sciences hunaines (Centro de Filosofia e Ciências Humanas) - CFH